# Bangladeschische Cricket-Nationalmannschaft in Kenia in der Saison 2006
Die Tour der bangladeschischen Cricket-Nationalmannschaft nach Kenia in der Saison 2006 fand vom 12. bis zum 15. August 2006 statt. Die internationale Cricket-Tour war Bestandteil der Internationalen Cricket-Saison 2006 und umfasste drei ODIs. Bangladesch gewann die Serie 3–0.

## Vorgeschichte
Bangladesch spielte zuvor eine Tour in Simbabwe, für Kenia war es die erste Tour der Saison.
Das letzte Aufeinandertreffen der beiden Mannschaften bei einer Tour fand in der Saison 2005/06 in Bangladesch statt.
Ursprünglich war die Tour im Juli geplant musste aber auf Grund von fehlenden Finanzmitteln der Organisatoren um drei Wochen verschoben werden.

## Stadien
Das folgende Stadion wurden für die Tour als Austragungsort vorgesehen und am 3. Juni 2006 bekanntgegeben.
| Stadion              | Stadt   | Kapazität | Spiele      |
| -------------------- | ------- | --------- | ----------- |
| Gymkhana Club Ground | Nairobi | 7.000     | 1. – 3. ODI |

## Kaderlisten
Bangladesch benannte seinen Kader am 3. Juli 2006.
Kenia benannte seinen Kader am 4. Juli 2006.
| ODI | ODI |
| Kenia | Bangladesch |
| --- | --- |
| - Steve Tikolo (K) - Josephat Ababu - Jimmy Kamande - Tanmay Mishra - Hitesh Modi - Collins Obuya - Nehemiah Odhiambo - Thomas Odoyo - Peter Ongondo - Kennedy Otieno (wk) - Morris Ouma - Brijal Patel - Mahar Patel - Hiren Varaiya | - Khaled Mashud (K & wk) - Rajin Saleh - Shahriar Nafees - Aftab Ahmed - Shakib Al Hasan - Mohammad Ashraful - Farhad Reza - Mohammad Rafique - Mashrafe Mortaza - Abdur Razzak - Syed Rasel - Tushar Imran |

## One-Day Internationals

### Erstes ODI in Nairobi
| 12. August Scorecard | Nairobi | Kenia 168 (49.1)                  | – | Bangladesch 170-4 (30.1) |
|                      |         | Bangladesch gewinnt mit 6 Wickets |   |                          |

### Zweites ODI in Nairobi
| 13. August Scorecard | Nairobi | Kenia 184 (46.3)                  | – | Bangladesch 185-8 (46) |
|                      |         | Bangladesch gewinnt mit 2 Wickets |   |                        |

### Drittes ODI in Nairobi
| 15. August Scorecard | Nairobi | Kenia 118 (41.2)                  | – | Bangladesch 120 (27) |
|                      |         | Bangladesch gewinnt mit 6 Wickets |   |                      |